# Zamarada crenulata
Zamarada crenulata là một loài bướm đêm trong họ Geometridae.